# Förgripelse mot tjänsteman
Förgripelse mot tjänsteman, brott enligt svensk lag.
I brottsbalkens 17 kap står:
"1 § Den som med våld eller hot om våld förgriper sig å någon i hans myndighetsutövning eller för att tvinga honom till eller hindra honom från åtgärd däri eller hämnas för sådan åtgärd, dömes för våld eller hot mot tjänsteman till fängelse i högst fyra år eller, om brottet är ringa, till böter eller fängelse i högst sex månader. Det samma skall gälla, om någon sålunda förgriper sig mot den som tidigare har utövat myndighet för vad denne däri gjort eller underlåtit.
2 § Den som, annorledes än i 1 § sägs, för att tvinga eller hindra någon i hans myndighetsutövning eller för att hämnas för åtgärd däri, otillbörligen företager gärning, som för honom medför lidande, skada eller annan olägenhet, eller hotar därmed, dömes för förgripelse mot tjänsteman till böter eller fängelse i högst sex månader.
5 § Vad i 1, 2 och 4 §§ stadgas skall ock gälla, om någon på sätt som i nämnda paragrafer sägs förgriper sig mot eller hindrar den, som enligt särskilt föreskrift skall åtnjuta samma skydd som är förenad med myndighetsutövning eller som är eller har varit kallad att biträda förrättningsman vid åtgärd som omfattas av sådant skydd."